# Tổng công ty Đầu tư và Phát triển Công nghiệp
Tổng công ty Đầu tư và Phát triển Công nghiệp (còn được biết đến với tên gọi tắt là Becamex IDC) là một công ty đa ngành nghề có trụ sở tại Thành phố Hồ Chí Minh

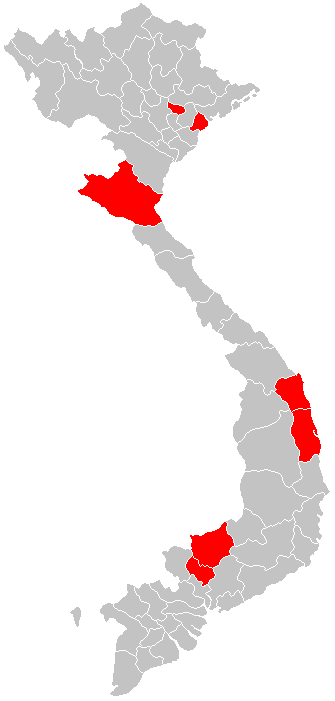
Các địa phương Becamex đầu tư vào

## Lịch sử hình thành
Được thành lập năm 1976 với tên gọi Công ty thương nghiệp tổng hợp Bến Cát (Becamex) với chức năng chủ yếu là thu/mua, chế biến các mặt hàng nông sản, phân phối hàng tiêu dùng,...
Năm 1992, được sự đồng ý của Ủy ban nhân dân tỉnh Sông Bé, Công ty thương nghiệp tổng hợp Bến Cát đã tiến hành sáp nhập với các công ty cấp Tỉnh (thuộc sự quản lý của Ủy ban nhân dân tỉnh Sông Bé), lấy tên chính thức là Công ty thương mại - xuất nhập khẩu tỉnh Sông Bé (Becamex).
Sau khi tỉnh Bình Dương được chia tách, tái lập từ Sông Bé vào năm 1997, nhằm phù hợp với xu thế mới và để thể hiện được lĩnh vực hoạt động rộng lớn của mình, năm 1999 công ty đã chính thức đổi tên thành Công ty thương mại - đầu tư và phát triển (BECAMEX Corp)
Ngày 28 tháng 4 năm 2006, theo quyết định số 106/2006/QĐ-UBND của Ủy ban nhân dân tỉnh Bình Dương, Công ty đầu tư và phát triển công nghiệp (Becamex IDC Corp) được thành lập trên cơ sở sắp xếp và tổ chức lại hoạt động của Công ty thương mại - đầu tư và phát triển.
Ngày 19 tháng 1 năm 2010, Thủ tướng Nguyễn Tấn Dũng ký công văn số 151/TTg-ĐMDN, công ty đầu tư và phát triển công nghiệp Becamex IDC chuyển thành Tổng công ty đầu tư và phát triển công nghiệp hoạt động theo hình thức công ty mẹ - công ty con. Trong đó công ty mẹ là công ty trách nhiệm hữu hạn một thành viên.
Trong quá trình hình thành và phát triển, Tổng công ty đã sáp nhập, đầu tư và thành lập các công ty thành viên. Đến nay công ty đã có 28 công ty thành viên hoạt động trong nhiều lĩnh vực.
Ngày 15 tháng 6 năm 2024, tại hội nghị Thủ tướng Chính phủ làm việc với doanh nghiệp nhà nước tham gia đóng góp, thúc đẩy tăng trưởng, ổn định kinh tế vĩ mô, bảo đảm các cân đối lớn của nền kinh tế. Thủ tướng Phạm Minh Chính phát biểu với mong muốn, kỳ vọng: mỗi bộ, ngành có một Viettel, mỗi tỉnh, thành có một Becamex".

## Bộ máy tổ chức

### Đơn vị trực thuộc
- Phòng Sản Xuất Kinh doanh
- Phòng Quản lý tài chính
- Phòng Kinh tế kỹ thuật
- Phòng Đầu tư
- Phòng Tổ chức Hành chính
- Phòng Tiếp Thị
- Phòng Quản lý đất đai
- Phòng IT
- Trung tâm Chuyển đổi số
- Trung tâm Sản xuất Thông minh và Phát triển Công nghiệp 4.0
- Trung tâm Phát triển BIM

### Công ty con và công ty liên kết
Lĩnh vực chứng khoán - tài chính - bảo hiểm - ngân hàng:
- Công ty Cổ phần Chứng khoán Đệ Nhất (FSC).
- Công ty Cổ phần Bảo hiểm Hùng Vương (HKI).[3]

Lĩnh vực xây dựng - thương mại - BĐS - dịch vụ:
- Công ty Cổ phần Kinh doanh và Phát triển Bình Dương (TDC).
- Công ty Cổ phần Xây dựng và Giao thông Bình Dương (BCE).
- Công ty Cổ phần Phát triển hạ tầng kỹ thuật (Becamex IJC).
- Công ty Cổ phần Phát triển hạ tầng kỹ thuật Becamex - Bình Phước (Becamex - Bình Phước)

Lĩnh vực Viễn thông - CNTT:
- Công ty Cổ phần Công nghệ & Truyền thông (VNTT) (Website: vntt.com.vn)

Lĩnh vực sản xuất:
- Công ty Cổ phần Khoáng sản Becamex (Becamex BMC).
- Công ty Cổ phần Bê tông Becamex (Becamex ACC).
- Công ty Cổ phần Vật liệu xây dựng Becamex (Becamex CMC).

Lĩnh vực dược phẩm:
- Công ty Cổ phần Dược Phẩm Becamex (Becamex Pharma).
- Công ty Cổ phần Dược Phẩm SaVi (Savipharm).

Y tế - giáo dục:
- Bệnh viện đa khoa Mỹ Phước.
- Bệnh viện đa khoa Quốc tế Becamex.
- Trường Đại học Quốc tế Miền Đông.
- Hệ thống trường phổ thông Ngô Thời Nhiệm

## Các dự án Phát triển Công nghiệp và Đô thị
- KCN Việt Nam – Singapore (VSIP):

- VSIP I (Thuận An, Bình Dương): được hình thành dựa trên nền tảng tình hữu nghị và hợp tác kinh tế giữa Việt Nam và Singapore, được Thủ tướng Võ Văn Kiệt lần đầu tiên đề xướng đến Thủ tướng Goh Chok Tong vào tháng 3 năm 1994. Dự án chính thức ra đời vào 31 tháng 1 năm 1996 tại Singapore. Tiếp đó, 14 tháng 5 năm 1996. Lễ động thổ VSIP I đã diễn ra dưới sự chứng kiến của Thủ tướng hai nước lúc bấy giờ (Võ Văn Kiệt và Goh Chok Tong).
- VSIP II (Thành phố mới Bình Dương, Bình Dương): thành lập 2005, rộng 1.850 ha.
- VSIP - Bắc Ninh (Từ Sơn, Bắc Ninh): thành lập 2007
- VSIP - Hải Phòng (Khu kinh tế Đình Vũ - Cát Hải, Hải Phòng): thành lập 2010
- VSIP - Quảng Ngãi (Quảng Ngãi): thành lập 2013
- VSIP - Bình Định (Khu kinh tế Nhơn Hội, Vân Canh, Bình Định): rộng 2308 ha 
- Khu Đô thị và Công nghiệp Mỹ Phước: 3.429 ha

- Mỹ Phước 1: rộng 40 ha
- Mỹ Phước 2: rộng 80 ha
- Mỹ Phước 3: rộng 250 ha
- Mỹ Phước 4 - Khu Đô thị và Công nghiệp Thới Hòa: rộng 956 ha
- Mỹ Phước 5 - Khu Đô thị và Công nghiệp Bàu Bàng: rộng 2000 ha
- Khu Liên hợp Công nghiệp - Dịch vụ và Đô thị Bình Dương (Thành phố mới Bình Dương): rộng 4.196 ha[5]
- Khu Liên hợp Công nghiệp & Đô thị Becamex – Bình Phước (Chơn Thành, Bình Phước): tổng diện tích 4300 ha (trong đó diện tích đất công nghiệp là 2.448,27 ha) [6]

## Thành tích
- Huân chương Lao động hạng ba (1997)
- Huân chương Lao động hạng nhì (1999)
- Huân chương Lao động hạng nhất (2000)
- Huân chương Độc lập hạng ba (2009)[7]